# Brusselse metrolijn 1A
Lijn 1A was van 1976 tot de hervorming van het Brusselse metronet in april 2009 een van de twee oost-westlijnen van de Brusselse metro. In zijn laatste vorm verbond de metrolijn station Koning Boudewijn in het noordwesten van Brussel (Heizel) met station Herrmann-Debroux in het zuidoosten (Oudergem). Het centrale deel van de lijn, tussen Beekkant en Merode, werd gemeenschappelijk bereden met lijn 1B, die in de buitenwijken haar eigen route had. Metrolijn 1A had een lengte van 17 km, het gedeelde tracé was ongeveer 6 km lang.
Lijn 1A liep grotendeels ondergronds, met uitzondering van een kort bovengronds gedeelte voor station Heizel, het tracé Beaulieu - Demey, gelegen in de middenberm van een autosnelweg, en twee trajecten parallel aan spoorlijnen. Op de laatstgenoemde lijnstukken (Beekkant - Bockstael en Thieffry - Delta) zijn de stations evenwel grotendeels ondergronds of overdekt.
Op de stations Simonis en Kunst-Wet kon worden overgestapt op lijn 2.

## Geschiedenis

### Van premetro tot metro
Sinds 20 december 1969 was er tussen De Brouckère in het centrum van de stad en Schuman in de Europawijk een premetrolijn in gebruik (trams in een tunnel, zie ook Brusselse premetro). In 1969 verscheen een toekomstplan voor een Brussels metronet. Hierbij zou de bestaande tunnel tussen De Brouckère en Schuman deel worden van lijn 1. Deze lijn zou in het oosten twee antennes kennen. Deze werden later ook effectief aangelegd. In het westen zou de metrolijn via het later gebouwde station Zwarte Vijvers onder de Gentsesteenweg naar het westen lopen tot in Berchem.
Aldus werd de premetrotunnel werd omgebouwd, zodat op 20 september 1976 de eerste echte metrolijn (lijn 1) van Brussel geopend werd, op het traject De Brouckère - Merode, met vandaar aftakkingen naar Beaulieu (lijn 1A) en Tomberg (lijn 1B). De uitbreidingen van de lijn werden direct als metro opgeleverd.

### Uitbreiding van de lijn
In 1975 verscheen een nieuw, nog ambitieuzer metroplan. Hierbij zou metrolijn 1 ook in het westen een tweede antenne krijgen. Naast de reeds geplande lijn 1A naar Berchem werd ook een lijn 1B voorzien naar het zuiden van de gemeente Anderlecht. Er zou prioriteit gegeven worden aan lijn 1B. Metrolijn 2 zou een bocht maken langs de oostzijde van het stadscentrum en bij Simonis afdraaien naar het noorden van de stad (Simonis - Bockstael - Heizel). Ook de werken aan het traject Simonis - Bockstael werden aangevat.
Minder dan een jaar na de opening van de metro, volgde de eerste westelijke verlenging, met één station tot Sint-Katelijne, op 13 april 1977. Op 7 juni van hetzelfde jaar werd lijn 1A verlengd van Beaulieu tot Demey. De aftakking naar Beekkant (Sint-Katelijne - Zwarte Vijvers - Beekkant) werd in gebruik genomen op 8 mei 1981. Tegelijkertijd werd besloten de antenne naar Heizel bij Simonis niet de kleine ring te laten opdraaien, maar het traject van spoorlijn 28 te volgen tot Beekkant. Aldus werd het nummer 1A, dat voorzien was voor een antenne naar Berchem, (tijdelijk) toegekend aan de antenne naar Heizel. Wel werd er bij de bouw van het station Ossegem (bij de kruising met de Gentsesteenweg) een station in ruwbouw gebouwd voor de voorziene lijn 1A naar Berchem. De kans dat dit station nog in gebruik zal genomen worden is echter klein. Voor een tak naar Berchem wordt eerder gedacht aan de verlenging van metrolijn 2 vanaf Simonis (Elisabeth).
Lijn 1A werd zo via Beekkant en Simonis tot station Bockstael opengesteld op 6 oktober 1982. Een nadeel was dat treinen op station Beekkant moesten kopmaken zolang de treinen vanuit Heizel de kleine ring niet konden oprijden. Vanwege het keren van de treinen werd tussen Beekkant en Koning Boudewijn links gereden. Deze situatie zou uiteindelijk blijven bestaan tot in 2009 toen de treinen vanuit Heizel via het station Delacroix de kleine ring (metrolijn 2) op zouden kunnen rijden.
Op 23 maart 1985 werd de tak naar het zuidoostelijke eindpunt Herrmann-Debroux in gebruik genomen en op 10 mei van hetzelfde jaar volgde de noordwestelijke verlenging naar Heizel. Op 25 augustus 1998 kwam in het noordwesten een 400 meter lange verlenging gereed van Heizel naar het huidige eindpunt Koning Boudewijn. Het voorheen bovengronds gelegen eindstation Heizel werd hierbij ondergronds gebracht, een kort gedeelte voor het station bevindt zich evenwel nog altijd boven de grond.

## Hervormingen van april 2009
Het keren van de treinen in station Beekkant kostte erg veel tijd omdat de bestuurder hiervoor naar het andere uiteinde van de trein moet lopen. Deze situatie was oorspronkelijk bedoeld als tijdelijke voorziening, maar bleef steeds bestaan. Op 4 april 2009 werd het Brusselse metronet echter geherstructureerd, waarbij het traject Beekkant - Koning Boudewijn overgenomen werd door de nieuwe lijn 6, komend van het Weststation en de ringlijn. Het traject tussen Beekkant en Herrmann-Debroux werd vervolgens onderdeel van lijn 5, komende van Erasmus. Het keren in Beekkant behoorde daarmee tot het verleden.

## Galerij

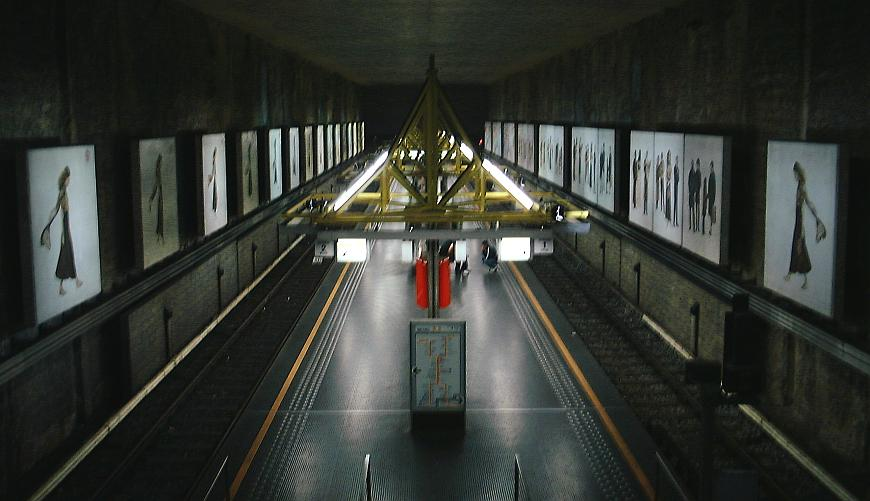
Houba-Brugmann
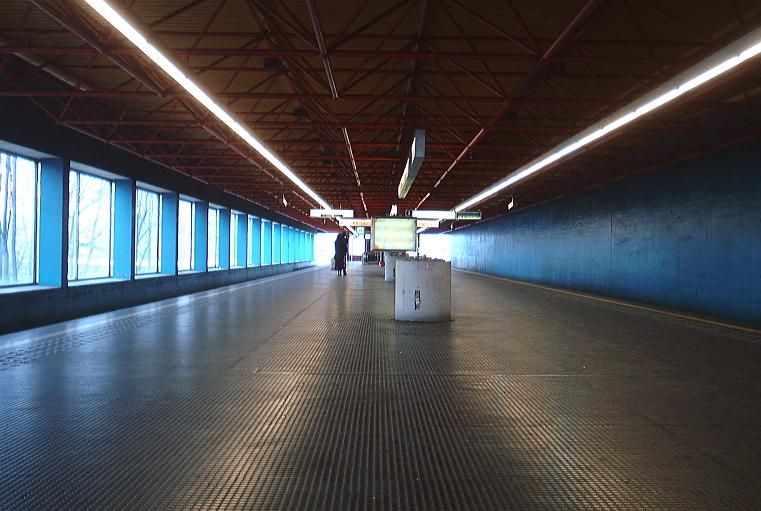
Ossegem
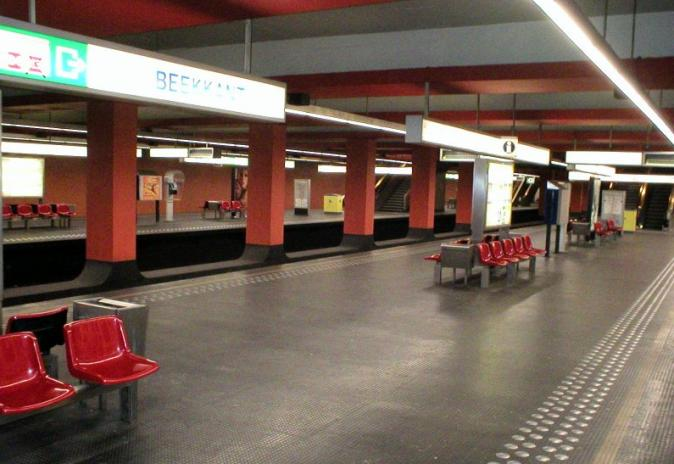
Beekkant
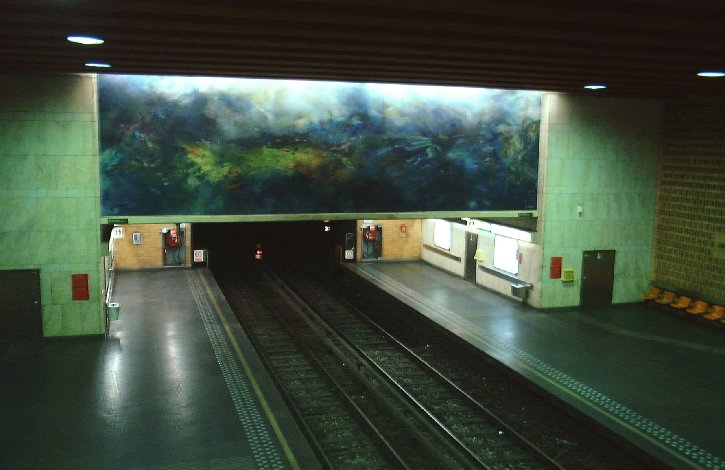
Zwarte Vijvers
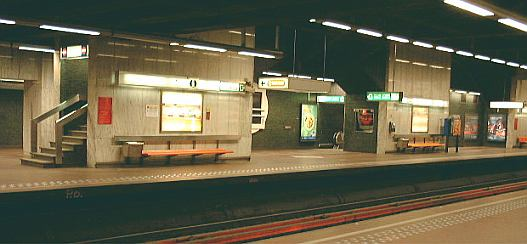
Kunst-Wet
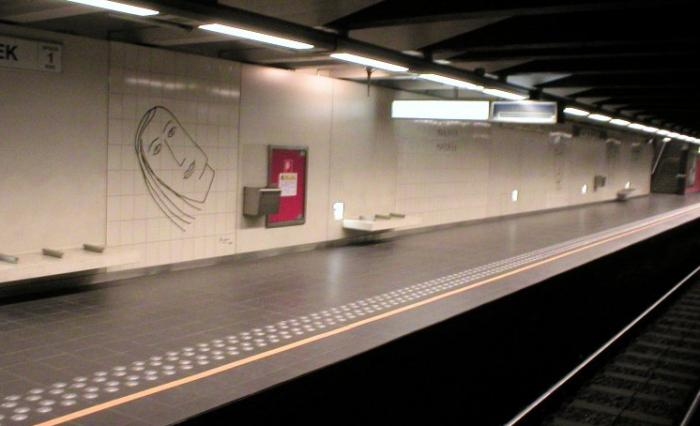
Maalbeek
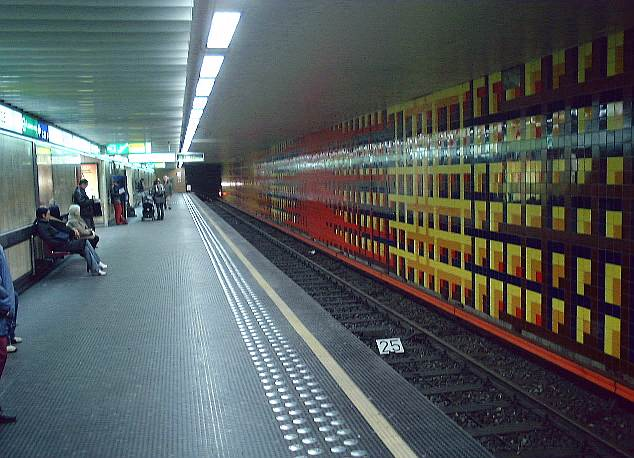
Merode
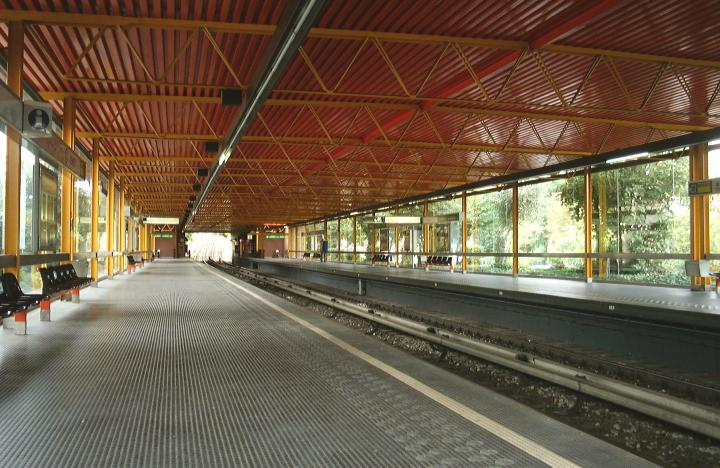
Demey

## Kaart van het net

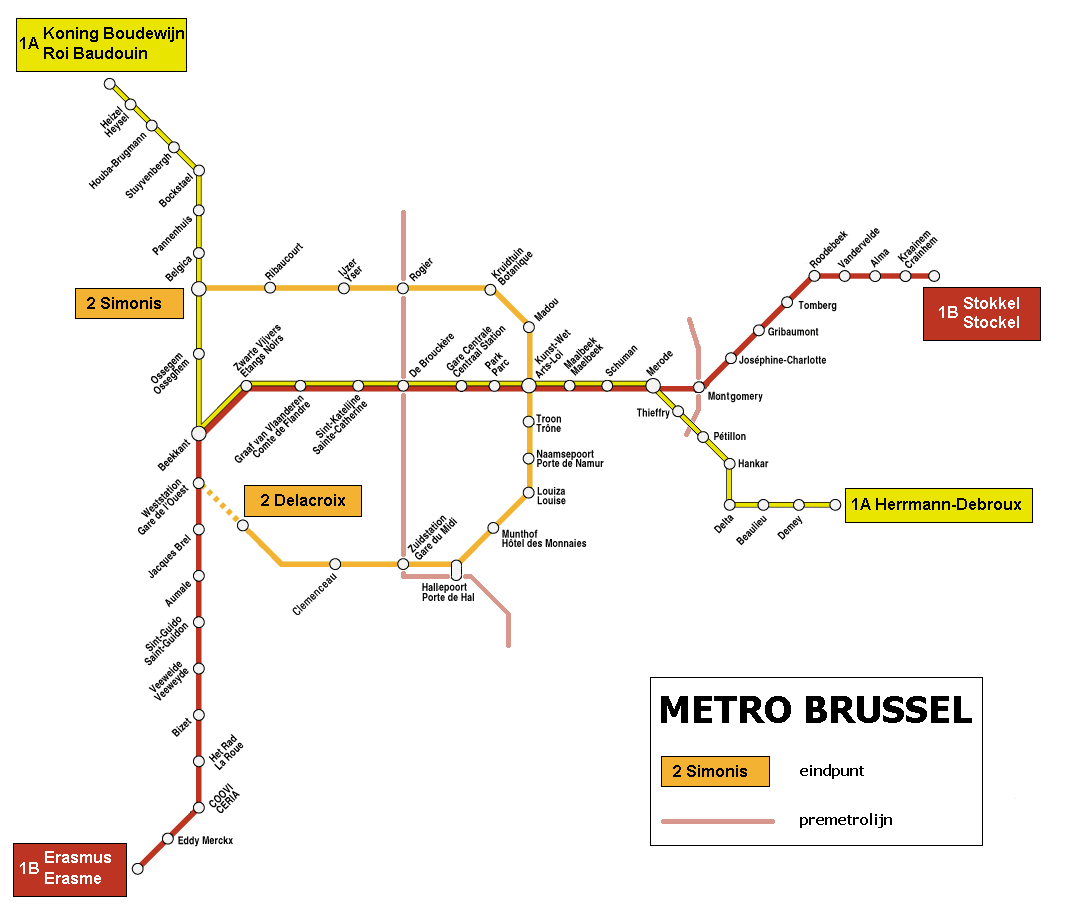
Lijnennet Brusselse metro

Koning Boudewijn · 
Heizel · 
Houba-Brugmann · 
Stuyvenbergh · 
Bockstael · 
Pannenhuis · 
Belgica · 
Simonis · 
Ossegem · 
Beekkant · 
Zwarte Vijvers · 
Graaf van Vlaanderen · 
Sint-Katelijne · 
De Brouckère · 
Centraal Station · 
Park · 
Kunst-Wet · 
Maalbeek · 
Schuman · 
Merode · 
Thieffry · 
Pétillon · 
Hankar · 
Delta · 
Beaulieu · 
Demey · 
Herrmann-Debroux